# Bombardier IORE
 (21 janvier 2016).
La locomotive électrique IORE est utilisée par la firme minière suédoise Luossavaara-Kiirunavaara Aktiebolag (LKAB) pour le transport du minerai de fer entre ses mines à Kiruna et les ports de Narvik et Luleå. IORE est un acronyme de « iron ore » (minerai de fer en anglais) et se prononce presque en suédois comme l'âne Bourriquet (Ior) dans Les Aventures de Winnie l'ourson.

## Descriptif
Les dix-huit locomotives de ce type furent produites par Bombardier Transport, à son usine de Cassel (Hesse) (antérieurement Adtranz), Allemagne entre 2000 et 2004. N'étant pourvues que d'une seule cabine de conduite par élément, elles n'opèrent qu'en tandem, pouvant alors à elles deux tirer une charge jusqu'à 8 600 tonnes le long d'un parcours assez montagneux à une vitesse maximale de 80 km/h. Avec 14 600 CV (pour une locomotive double), c'est le plus puissant ensemble de traction vendu actuellement.
Dans le catalogue de Bombardier, elles seraient le modèle TRAXX H80 AC.
Chaque locomotive dispose derrière la cabine de conduite d'une kitchenette et d'un cabinet de toilettes, tous deux chauffés. Ces installations s'avèrent nécessaires en cas de panne en pleine nature, afin que le ou les conducteurs puissent survivre dans un environnement hostile et glacial.[réf. nécessaire]
Quatre autres unités doubles ont été commandées en 2007 et livrées de 2010 à 2011, et cette commande a été complétée de quatre unités doubles supplémentaires, livrées de 2013 à 2014.

## Noms des unités

### En service
| numéro | nom           | numéro | nom        |
| ------ | ------------- | ------ | ---------- |
| 101    | Polcirkeln    | 102    | Malmberget |
| 103    | Luleå         | 104    | Gällivare  |
| 105    | Narvik        | 106    | Kiruna     |
| 107    | Svappavaara   | 108    | Torneträsk |
| 109    | Abisko        | 110    | Björkliden |
| 111    | Katterat      | 112    | Vassijaure |
| 113    | Bergfors      | 114    | Rautas     |
| 115    | Stenbacken    | 116    | Stordalen  |
| 117    | Boden         | 118    | Murjek     |
| 119    | Koskullskulle | 120    | Kaisepakte |
| 121    | Rombak        | 122    | Råtsi      |
| 123    | Riksgränsen   | 124    | Kaitum     |
| 125    | Sjisjka       | 126    | Sandskär   |
| 127    | Bjørnfjell    | 128    | Krokvik    |
| 129    | Nattavaara    | 130    | Mertainen  |
| 131    | Straumsnes    | 132    | Rensjön    |
| 133    | Kopparåsen    | 134    | Notviken   |

## Modélisme ferroviaire
La marque autrichienne Roco propose la IORE à son catalogue HO, aux références 63753 (courant continu 2 rails) et 69753 (courant alternatif 3 rails).